# Le Conformiste
Cet article concerne le roman d'Alberto Moravia. Pour le film réalisé par Bernardo Bertolucci d'après le roman, voir Le Conformiste (film).
 (avril 2025).
Le Conformiste (Il conformista) est un roman d'Alberto Moravia paru en 1951.

## Résumé
Pourquoi devient-on fasciste en Italie dans l'entre-deux-guerres ? Pour échapper à l'intolérable sentiment d'être différent des autres et, comme tel, de se sentir coupable.

## Adaptation au cinéma
Le roman a été adapté au cinéma en 1970 par Bernardo Bertolucci.